# Мельников, Сергей (легкоатлет)
Сергей Мельников (род. 8 ноября 1968) — советский и российский легкоатлет, специалист по бегу на средние дистанции. Выступал за сборные СССР, СНГ и России по лёгкой атлетике во второй половине 1980-х — первой половине 1990-х годов, обладатель серебряной медали чемпионата Европы в помещении, победитель и призёр первенств национального значения, действующий рекордсмен России в эстафете 4 × 800 метров, участник ряда крупных международных стартов, в том числе чемпионата мира в Токио. Представлял город Рыбинск и Ярославскую область. Мастер спорта России международного класса (1992).

## Биография
Сергей Мельников родился 8 ноября 1968 года. Занимался лёгкой атлетикой в Рыбинске под руководством заслуженного тренера РСФСР А. А. Иванова.
Впервые заявил о себе на международном уровне в сезоне 1986 года, когда вошёл в состав советской национальной сборной и выступил на юниорском мировом первенстве в Афинах, где в программе бега на 1500 метров закрыл десятку сильнейших.
В 1987 году в той же дисциплине выиграл бронзовую медаль на юниорском европейском первенстве в Бирмингеме.
В 1989 году на чемпионате СССР в Горьком превзошёл всех соперников на дистанции 1500 метров и завоевал золотую медаль.
В 1991 году в беге на 1500 метров стал серебряным призёром на зимнем чемпионате СССР в Волгограде, финишировал десятым на чемпионате мира в помещении в Севилье, одержал победу на чемпионате страны в рамках X летней Спартакиады народов СССР в Киеве, дошёл до стадии полуфиналов на чемпионате мира в Токио.
В 1992 году на 1500-метровой дистанции победил на зимнем чемпионате СНГ в Москве, затем в составе Объединённой команды, собранной из спортсменов бывших советских республик, получил серебро на чемпионате Европы в помещении в Генуе.
После распада Советского Союза Мельников оставался действующим спортсменом ещё в течение одного олимпийского цикла и продолжал принимать участие в крупнейших легкоатлетических турнирах. Так, в 1993 году на соревнованиях Pearl European Relays в Портсмуте он вместе со своими соотечественниками установил ныне действующий национальный рекорд России в эстафете 4 × 800 метров — 7:11,96, а позже победил в беге на 1500 метров на чемпионате России в Москве.
В 1996 году на зимнем чемпионате России в Москве стал бронзовым призёром на дистанции 1500 метров.
За выдающиеся спортивные достижения удостоен почётного звания «Мастер спорта России международного класса» (1992).